# Euraxess
Euraxess je evropska iniciativa, ki spodbuja mednarodno mobilnost raziskovalcev z informacijami o delovnih mestih in potencialnih partnerjih za sodelovanje. Do 24. junija 2008 se je imenovala ERA - MORE.
Institucije, ki delujejo na evropskih projektih, pogodba zavezuje, da objavljajo na tem portalu.